# 黃瑩 (演員)
黃瑩（英語：Joyce Wong Ying，1983年10月14日—），前香港無綫電視及香港電視網絡藝員，賽馬節目主持，籍貫福建。

## 演藝生涯
她在2006年參選香港小姐競選，落選之後，她參加第21期無綫電視藝員訓練班入行。最廣為人知是在電影《奪命金》的演出。
後來改英文名Cake進入馬圈，曾擔任香港賽馬會《賽馬直擊》主持。在有線18台擔任馬評人。

## 感情生活
2020年註冊結婚。

## 演出

### 電視劇（無綫電視）
- 2007年：《同事三分親》
- 2008年：《溏心風暴之家好月圓》第26集 飾 CID
- 2010年：《老公萬歲》
- 2010年：《讀心神探》飾 年輕錢素芬

### 電影
- 2011年：《奪命金》飾 Helen

### 其他演出（無綫電視）
- 2006-2007年：《一擲千金》 - 千金小姐

## 外部連結
- 香港電視 HKTV[]